# Revenant (serie de televisión)
Revenant (en hangul, 악귀; hanja: 惡鬼; romanización revisada del coreano: Akgwi) es una serie de televisión surcoreana dirigida por Lee Jung-rim y protagonizada por Kim Tae-ri, Oh Jung-se y Hong Kyung. Se emitió por el canal SBS desde el 23 de junio hasta el 29 de julio de 2023, los viernes y sábados a las 21:50 (hora local coreana).

## Sinopsis
Una mujer poseída por un demonio y un hombre que puede ver a los demonios investigan las misteriosas muertes que rodean cinco cuerpos, relacionadas con cinco objetos sagrados.

## Reparto

### Principal
- Kim Tae-ri como Koo San-young, una fiscal que se ha estado preparando para el examen de funcionaria de noveno grado. Después de recibir las pertenencias de su difunto padre, se ve envuelta en una serie de misteriosas muertes.[3][4][5]
- Oh Jung-se como Yeom Hae-sang, un profesor de folklore de una familia adinerada. Tiene la capacidad de ver espíritus y dioses, y cuando se encuentra con San-young ve al demonio que mató a su madre frente a sus ojos cuando era joven.[3][4]
- Hong Kyung como Lee Hong-sae, un exoficial de policía e inspector de la unidad de investigación de delitos violentos.[4]

### Secundario
- Yang Hye-ji como Baek Se-mi, compañera de secundaria de San-young, que se está preparando también para el examen de funcionaria.[6]
- Kim Hae-sook como Na Byung-hee, abuela de Hae-sang y directora ejecutiva de Joonghyun Capital.[7]
- Park Ji-young como Yoon Kyung-moon, la madre de San-young.[8]
- Kim Won-hae como Seo Moon-cheon, socio de Hong-sae.[8]
- Lee Kyoo-hoe como Kim Chi-won, el asistente más cercano de Na Byung-hee y vicepresidente de Joonghyun Capital.
- Kim Shin-bi como Kim Woo-jin, compañero de casa de Hae-sang.[9][10]
- Ye Soo-jung como Kim Seok-ran, abuela paterna de San-young.[8]
- Hwang Jae-yeol como el antiguo dueño de la casa donde vive Se-mi, responsable de violencia doméstica.
- Oh Yeon-ah como Choi Man-wol.
- Lee Ji-won como Seo Yoon-jung, compañera de clase de secundaria de San-young.[11]
- Yoon Ga-i como Jung-hee.

### Apariciones especiales
- Jin Seon-kyu como Koo Kang-mo, el padre de San-young, exprofesor de folklore.[12]
- Kim Sung-kyu como criminal de phishing de voz.[13]
- Park Hyo-joo como la madre de Hae-sang.[14]
- Lee Jae-won como Yeom Jae-woo, el padre de Hae-sang.[15]
- Pyo Ye-jin como una influencer.[16][17]
- Cho Hyun-chul como un chamán.[18]
- Choi Gwi-hwa como Cheon Il-man.[18]
- Kang Gil-woo como Yeom Seung-ok, el abuelo de Hae-sang.[19]
- Park So-yi como Lee Mok-dan.[20]
- Shim Dal-gi como Lee Hyang-yi (ep. n.º 11).[21][22]

## Producción
La serie está escrita por la guionista Kim Eun-hee, autora también de series de éxito como Signal (tvN, 2016) y Kingdom (Netflix, 2019). El director es Lee Jung-rim, que firmó también VIP (SBS, 2019). El papel de Yeom Hae-sang se ofreció en diciembre de 2021 a Gong Yoo, que finalmente no aceptó la propuesta.
El trabajo de la guionista Kim Eun-hee se basa en historias de fantasmas procedentes de cuentos tradicionales y del folklore coreano, aunque su intención es mostrar cómo los jóvenes de hoy pueden sufrir la influencia de tales fantasmas.
El 31 de diciembre de 2022 la casa productora lanzó un tráiler de quince segundos que anunciaba la transmisión en junio del año sucesivo. El 29 de mayo de 2023 se publicaron imágenes de la lectura del guion, realizada en el noviembre anterior en el centro de producción de SBS en Ilsan. El 23 de junio se presentó la serie en las instalaciones de SBS en Yangcheon-gu, Seúl, con la asistencia de Kim Tae-ri, Oh Jeong-se y Hong Kyung.

## Audiencia
Revenant empezó con fuerza, alcanzando el 10 % de audiencia en sus dos primeros episodios. El índice en la franja de edad entre 20 y 49 años, que es un indicador clave de la competitividad y actualidad del canal, también registró un 5,5 %, ocupando el primer lugar en el mismo horario. La fórmula de combinar a la protagonista Kim Tae-ri con la guionista Kim Eun-hee fue del agrado del público.
| Temporada | Temporada | Episodio número | Episodio número | Episodio número | Episodio número | Episodio número | Episodio número | Episodio número | Episodio número | Episodio número | Episodio número | Episodio número | Episodio número | Promedio |
| Temporada | Temporada | 1               | 2               | 3               | 4               | 5               | 6               | 7               | 8               | 9               | 10              | 11              | 12              | Promedio |
| --------- | --------- | --------------- | --------------- | --------------- | --------------- | --------------- | --------------- | --------------- | --------------- | --------------- | --------------- | --------------- | --------------- | -------- |
|           | 1         | 1.767           | 1.896           | 2.024           | 1.835           | 1.888           | 2.000           | 1.952           | 2.025           | 1.859           | 2.109           | 2.107           | 2.302           | 1.980    |

| Episodio | Fecha de emisión    | Índices de audiencia | Índices de audiencia | Índices de audiencia |
| Episodio | Fecha de emisión    | Nielsen Korea        | Nielsen Korea        | TNmS                 |
| Episodio | Fecha de emisión    | Nacional             | Seúl                 | Nacional             |
| --- | ------------------- | -------------------- | -------------------- | -------------------- |
| 1 | 23 de junio de 2023 | 9,9 % (3.ª)          | 10,8 % (1.ª)         | 8 % (4.ª)            |
| 2 | 24 de junio de 2023 | 10 % (2.ª)           | 10,8 % (2.ª)         | N/D                  |
| 3 | 30 de junio de 2023 | 11,0 % (2.ª)         | 11,9 % (1.ª)         | 8,7 % (4.ª)          |
| 4 | 1 de julio de 2023  | 10,0 % (2.ª)         | 10,8 % (2.ª)         | 8,4 % (2.ª)          |
| 5 | 7 de julio de 2023  | 10,8 % (3.ª)         | 12,2 % (1.ª)         | 8 0 % (4.ª)          |
| 6 | 8 de julio de 2023  | 9,5 % (2.ª)          | 10,2 % (2.ª)         | 7,9 % (2.ª)          |
| 7 | 14 de julio de 2023 | 10,6 % (3.ª)         | 11,0 % (2.ª)         | 9,1 % (4.ª)          |
| 8 | 15 de julio de 2023 | 10,4 % (2.ª)         | 11,1 % (2.ª)         | 7,9 % (2.ª)          |
| 9 | 21 de julio de 2023 | 10,3 % (2.ª)         | 11,1 % (2.ª)         | 7.4 % (6.ª)          |
| 10 | 22 de julio de 2023 | 10,9 % (2.ª)         | 12,0 % (2.ª)         | 8,5 % (2.ª)          |
| 11 | 28 de julio de 2023 | 10,3 % (2.ª)         | 10,8 % (1.ª)         | 7,8 % (3.ª)          |
| 12 | 29 de julio de 2023 | 11,2 % (2.ª)         | 12,0 % (2.ª)         | 8,0 % (2.ª)          |
| Promedio | Promedio            | 10,4 %               | 11,2 %               | (*)                  |
| - En la tabla superior, los números azules representan las calificaciones más bajas y los números rojos representan las más altas. - N/D indica que el dato es desconocido. - (*) Se desconoce el promedio exacto porque no se registraron los datos de todos los capítulos. |                     |                      |                      |                      |

## Premios y nominaciones
| Año  | Premios                           | Categoría                                                                  | Candidato                | Resultado | Ref.   |
| ---- | --------------------------------- | -------------------------------------------------------------------------- | ------------------------ | --------- | ------ |
| 2023 | Premios Korea Drama               | Premio a la gran excelencia, Actor                                         | Oh Jung-se               | Ganador   | [ 31 ] |
| 2023 | Premios SBS Drama Awards          | Gran Premio (Daesang)                                                      | Kim Tae-ri               | Ganadora  | [ 32 ] |
| 2023 | Premios SBS Drama Awards          | Premio a la excelencia, Actor en miniserie de género/drama de acción       | Hong Kyung               | Ganador   | [ 32 ] |
| 2023 | Premios SBS Drama Awards          | Mejor interpretación secundaria en miniserie de género/drama de acción     | Kim Won-hae              | Ganador   | [ 32 ] |
| 2023 | Premios SBS Drama Awards          | Mejor actriz revelación                                                    | Yang Hye-ji              | Ganadora  | [ 32 ] |
| 2023 | Premios SBS Drama Awards          | Mejor actriz infantil                                                      | Park So-yi               | Ganadora  | [ 32 ] |
| 2023 | Premios SBS Drama Awards          | Mejor interpretación                                                       | Jin Seon-kyu             | Ganador   | [ 32 ] |
| 2023 | Premios SBS Drama Awards          | Premio a la gran excelencia, Actor en miniserie de género/drama de acción  | Oh Jung-se               | Nominado  | [ 33 ] |
| 2023 | Premios SBS Drama Awards          | Premio a la gran excelencia, Actriz en miniserie de género/drama de acción | Kim Tae-ri               | Nominada  | [ 33 ] |
| 2023 | Premios SBS Drama Awards          | Premio Ladrón de escenas                                                   | Shim Dal-gi              | Nominada  | [ 34 ] |
| 2023 | Premios SBS Drama Awards          | Mejor interpretación secundaria en miniserie de género/drama de acción     | Kim Hae-sook             | Nominada  | [ 35 ] |
| 2023 | Premios SBS Drama Awards          | Mejor interpretación secundaria en miniserie de género/drama de acción     | Park Ji-young            | Nominada  | [ 35 ] |
| 2024 | Premios Baeksang Arts             | Mejor serie                                                                | Revenant                 | Nominada  | [ 36 ] |
| 2024 | Premios Baeksang Arts             | Mejor guion                                                                | Kim Eun-hee              | Nominada  | [ 36 ] |
| 2024 | Premios Baeksang Arts             | Premio técnico (mejor dirección artística)                                 | Yang Ho-sam, Park Ji-won | Nominada  | [ 36 ] |
| 2024 | Premios Seoul International Drama | Mejor actriz coreana                                                       | Kim Tae-ri               | Nominada  | [ 37 ] |